# شاين بلاكيت
شاين بلاكيت (بالإنجليزية: Shane Blackett)‏ هو لاعب كرة قدم بريطاني في مركز الدفاع، ولد في 3 أكتوبر 1982 في لوتن في المملكة المتحدة. شارك مع منتخب إنجلترا لكرة القدم C ‏. أما مع النوادي، فقد لعب مع داغنهام وريدبريدج ونادي بيتربورو يونايتد ونادي لوتون تاون وهيميل هيمبستيد تاون.

## وصلات خارجية
- شاين بلاكيت على موقع قاعدة بيانات كرة القدم.إي يو (الإنجليزية)
- شاين بلاكيت على موقع Soccerbase.com (لاعب) (الإنجليزية)